# Díszelgő alegységek és katonazenekarok nemzetközi fesztiválja
A díszelgő alegységek és katonazenekarok nemzetközi fesztiválja egy katonai jellegű szórakoztató rendezvény volt Miskolcon.

## Története
A Fesztivált Fodor Zoltán találta ki. Eredetileg az Európa kulturális fővárosa pályázatra tervezték, de Miskolc ezen csak 2. helyezést ért el, a fesztivált azonban ettől függetlenül megrendezték. Kétévente, nyáron rendezik meg Miskolc belvárosában, de az első fesztivált (2005) már a következő évben követte a második.

## A fesztivál
Az általában háromnapos rendezvénysorozaton őrbódékat állítanak fel a Széchenyi utcán, és ezekben óránként látványosan váltják egymást a katonák. Minden nap felvonulással ér véget.

## Elmaradt fesztiválok
A programokat a Honvédelmi Minisztérium is támogatta, közel 50 millió forinttal. A gazdasági világválság hatására a minisztériumokat takarékoskodásra kötelezte az állam, ezért ezt a pénzt elvonták a fesztiváltól. Miskolc sem került túl jó helyzetbe a válság hatására, ezért nem tudta biztosítani a hiányzó összeget, ezért 2009-től a programokat nem tartották meg.

## Eddigi résztvevők
Díszelgők
- Magyarország
- Amerikai Egyesült Államok
- Lengyelország
- Csehország
- Horvátország
- Szlovákia
- Görögország
- Ausztria
- Szlovénia

Katonazenekarok
- MH Központi Zenekar, Budapest
- Hódmezővásárhely Helyőrségi Zenekar, Hódmezővásárhely
- Székesfehérvár Helyőrségi Zenekar, Székesfehérvár
- Szolnok